# Drepanoglossa amydriae
Drepanoglossa amydriae là một loài ruồi trong họ Tachinidae.